# Heo Min-ho
Heo Min-ho (Hangul: 허 민호; Seoul, 1 maart 1990) is een triatleet uit Zuid-Korea. Hij nam namens zijn vaderland deel aan de Olympische Spelen (2012) in Londen, waar hij eindigde op de 54ste plaats in de eindrangschikking met een tijd van 1:54.30.

## Palmares

### triatlon
- 2013: 108e WK olympische afstand - 149 p
- 2015: 121e WK olympische afstand - 143 p